# Iglesia del Temple (Londres)
La Iglesia del Temple es una iglesia de finales del siglo XII situada en Londres, entre Fleet Street y el río Támesis, construida por los caballeros templarios como su sede en Londres. En la época moderna, dos Inns of Court o asociaciones de abogados (La Inner Temple y la Middle Temple), usaron la iglesia. Es famosa por sus tumbas con efigies y por ser una iglesia redonda. Fue duramente dañada durante la Segunda Guerra Mundial pero ha sido restaurada en gran parte. El área que rodea a la iglesia es conocida como “Temple” y cerca de ella está la Estación de metro Temple, perteneciente a la línea verde (District) y amarilla (Circle).

## Historia

### Construcción
A mediados del siglo XII, antes de la construcción de la iglesia, los Caballeros Templarios de Londres se reunían en un lugar en High Holborn en una estructura establecida por Hugo de Payns (ese lugar fue históricamente la sede de un templo romano en Londinium). Debido al rápido crecimiento de la orden, para la década de 1160 este lugar se les había quedado pequeño, y la orden compró el actual sitio para establecer un gran complejo monástico que sirviera de sede en Inglaterra. Además de la iglesia, el conjunto originalmente contenía residencias, instalaciones de entrenamiento militar, y terrenos de recreo para los monjes guerreros y los novicios, a los que no se les permitía ir al centro de la ciudad sin permiso del Maestro del Temple.

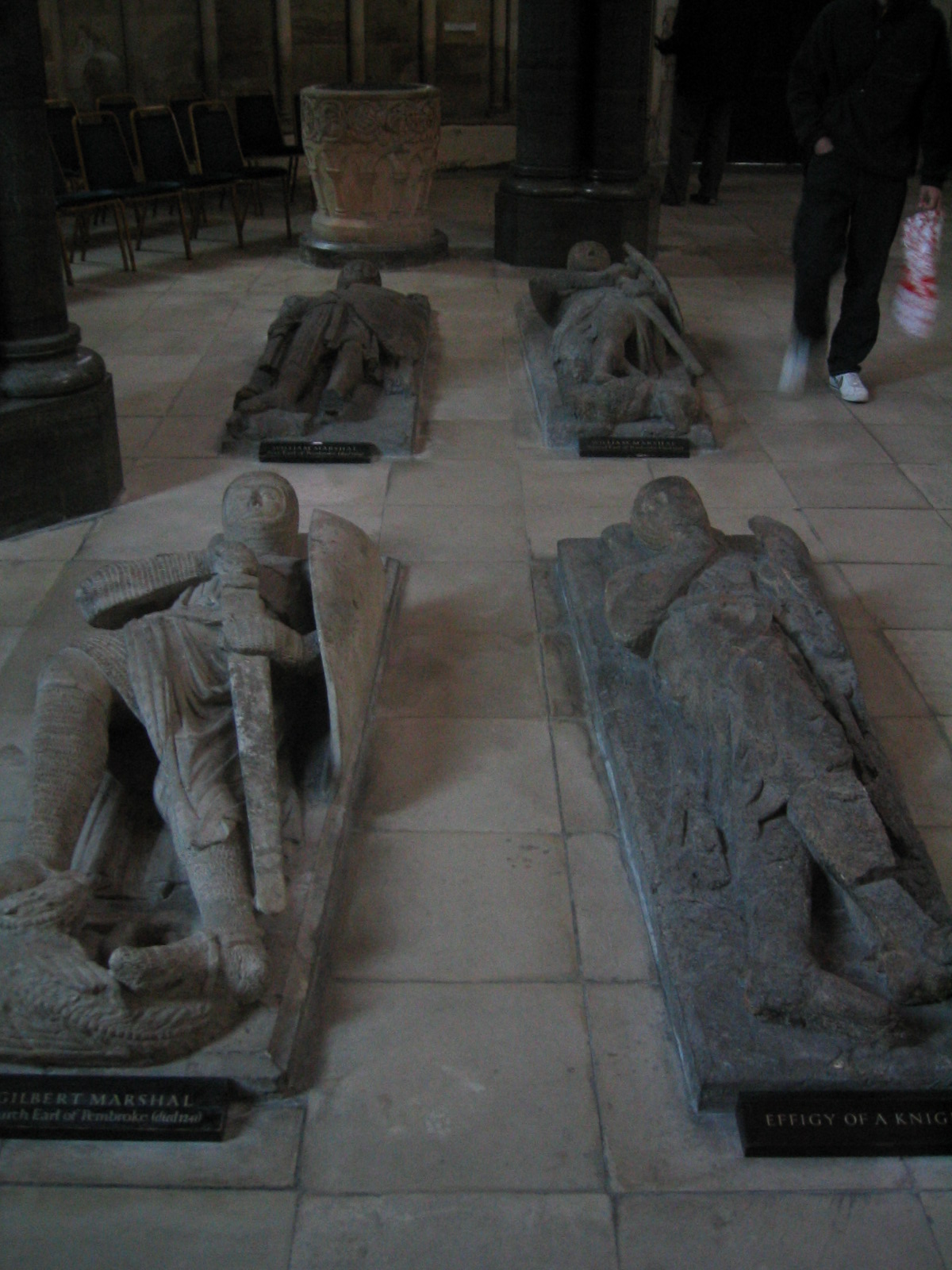
Efigies de Caballeros Templarios.

El edificio de la iglesia agrupa dos secciones separadas. La sección original de la nave, llamada Round Church, y una sección rectangular, construida aproximadamente medio siglo después, llamada Chancel. Para mantener las tradiciones de la orden, la nave de la iglesia fue construida a partir de un diseño circular basado en la Iglesia de Santo Sepulcro de Jerusalén. La nave tiene 16.76 metros de diámetro, y está rodeada de las primeras columnas libres de Mármol Purbeck. Es probable que las paredes y las cabezas grotescas estuvieran originalmente pintadas con colores.
Fue consagrada el 10 de febrero de 1185 en una ceremonia presidida por Heraclius, patriarca de Jerusalén. Se cree que Enrique II estuvo presente en la consagración.

### 1185 – 1307
La orden de los Caballeros Templarios era muy poderosa en Inglaterra. Prueba de ello es que el Maestro del Temple tenía asiento en el Parlamento como primus baro (primer barón del reino). El recinto era regularmente usado como residencia por reyes y representantes del Papa. El Temple también se usó como banco de depósito, a veces en contra de los deseos de la Corona de incautar los fondos de los nobles que habían confinado su riqueza allí. La independencia y riqueza de la orden a lo largo de toda Europa está considerada por la mayoría de los historiadores como causa principal de la caída de la orden.
En enero de 1215 William Marshall (que está enterrado en la nave cerca de sus hijos, bajo una de las 9 efigies de mármol de caballeros medievales) actuó de negociador durante una reunión en el Temple, entre el Rey Juan I y los barones, que exigían que Juan defendiera los derechos consagrados de la Carta de Coronación de su predecesor Ricardo I. William juró en nombre del rey que las quejas de los barones se abordarían en verano, lo que llevó a Juan a firmar la Carta Magna en junio.
Posteriormente William se convirtió en regente durante el reinado del hijo de Juan, Enrique III. Después Enrique expresó su deseo de ser enterrado en la iglesia y para ello, a principios del siglo XIII, se tiró el coro de la iglesia original y se construyó una nueva estructura, ahora llamada Chancel. Fue consagrada el día de la Ascensión de 1240 y agrupa un pasillo central y dos laterales de idéntica anchura. La altura de la cúpula es de 11 metros. Uno de los hijos de Enrique, que murió muy joven, está enterrado en el Chancel, pero Enrique al final cambió su voluntad con instrucciones de ser enterrado en la Abadía de Westminster.

### Posesión de la corona
Tras la destrucción y abolición de los Caballeros Templarios en 1307, Eduardo II tomó el control de la Iglesia como posesión real. Posteriormente se entregó a los Caballeros Hospitalarios, que alquilaron la Iglesia a dos colegios de abogados. Uno de ellos se mudó a la parte de la Iglesia que fue usada por los Caballeros Templarios, y la otra lo hizo a la parte destinada a los monjes, y compartieron el uso de la iglesia. Los colegios se agruparon en el Inner y Middle Temple, dos de las cuatro asociaciones de abogados o Inns of Court (las otras dos son Lincoln's Inn y Gray's Inn).

## Uso

### Música en la iglesia

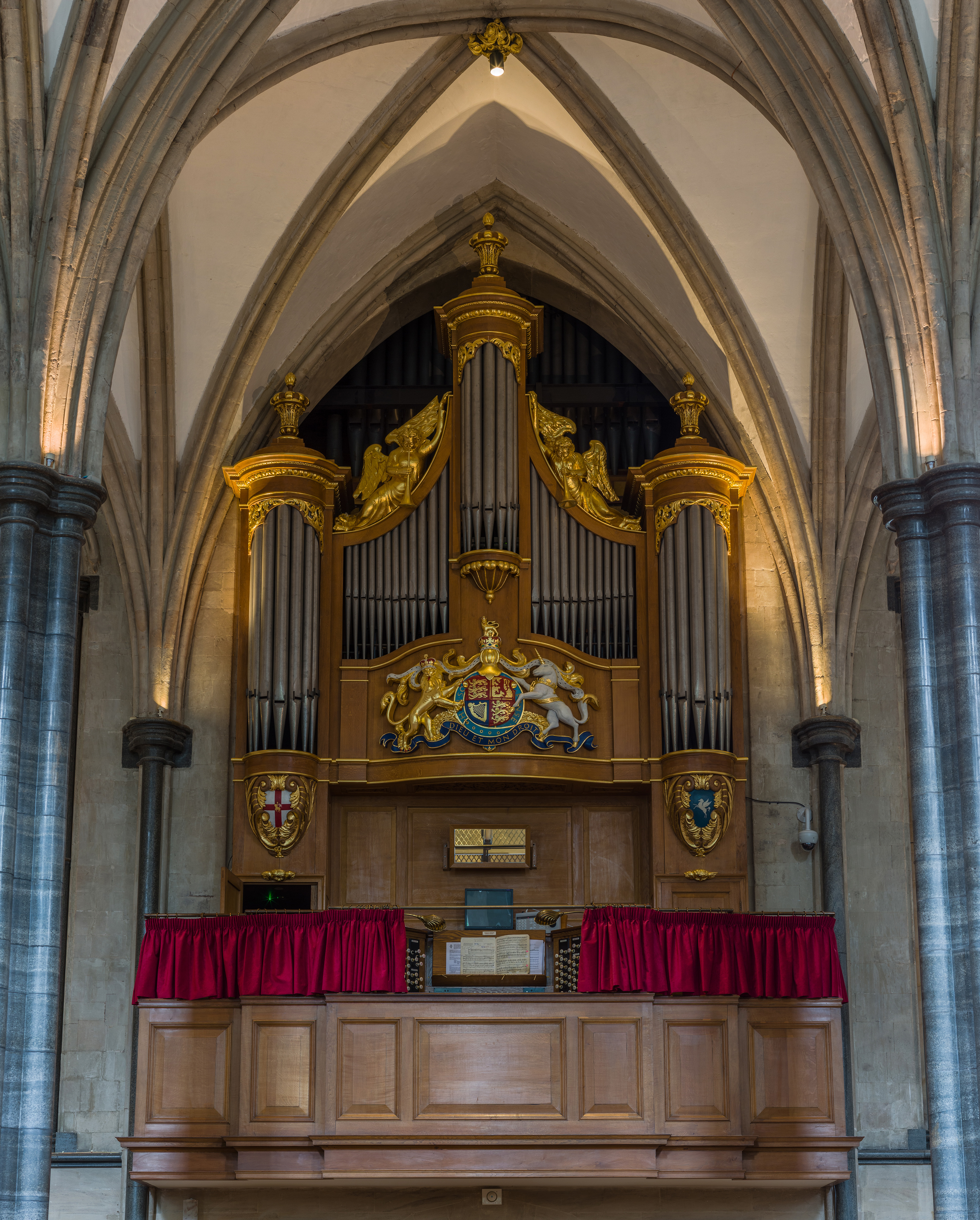
El órgano construido por Harrison & Harrison en la Iglesia del Temple.

La iglesia ofrece actuaciones de música coral y recitales de órgano. Un coro se estableció en la Iglesia del Temple en 1842 bajo la dirección del Dr. E. J. Hopkins, y pronto se ganó una gran reputación.
En 1927 el Coro del Temple bajo la dirección de George Thalben-Ball (1896–1987) se hizo mundialmente famoso con su grabación de Hear My Prayer de Mendelssohn, que incluye el solo "O for the Wings of a Dove" interpretado por Ernest Lough (1911-2000). Esta se convirtió en una de las grabaciones más populares de un coro de iglesia de todos los tiempos y fue muy vendida durante todo el siglo XX, alcanzando el estado de disco de oro (un millón de copias), en 1962, y logrando unas ventas estimadas en 6 millones hasta la fecha.
La excelente acústica de la Iglesia del Temple también ha atraído a músicos seculares: Sir John Barbirolli grabó una famosa interpretación de Fantasía sobre un tema de Thomas Tallis de Ralph Vaughan Williams en 1962 (por sugerencia de Bernard Herrmann), y Paul Tortelier hizo su grabación de Suites para violonchelo de Bach completas allí en abril de 1982.
En 2003, la iglesia fue utilizada para la grabación de un videoclip de Libera.
Mientras escribía la partitura para Interestelar, el compositor de cine Hans Zimmer eligió la Iglesia del Temple para la grabación de las partes de la partitura que incluían un órgano. El organista Roger Sayer tocó el órgano, mientras que una gran orquesta tocó en toda la iglesia.
El coro de la Iglesia continúa grabando y actuando, además de realizar sus servicios regulares en el propio templo. Es un coro compuesto por 18 muchachos (la mayoría de los niños asisten a la City of London School) y 12 hombres profesionales. 

### Órgano
La iglesia contiene dos órganos: un órgano de cámara construido por Robin Jennings en 2001, y un órgano Harrison & Harrison construido en 1924 como órgano privado de salón de baile para una propiedad en Glen Tanar e instalado en la Iglesia del Temple en 1954.